# Sterlitamak
Sterlitamak (rusky Стерлитамак, baškirsky Стәрлетамаk) je město v Rusku, druhé největší město republiky Baškortostán. Podle sčítání lidu z roku 2002 zde žije 264 362 obyvatel. Nachází se 156 km jižně od Ufy (po železnici) . Město bylo založeno v roce 1766 na březích řeky Beloj. Dnes se jedná o významné centrum chemického průmyslu.